# حقل المنحوتة (معمار)

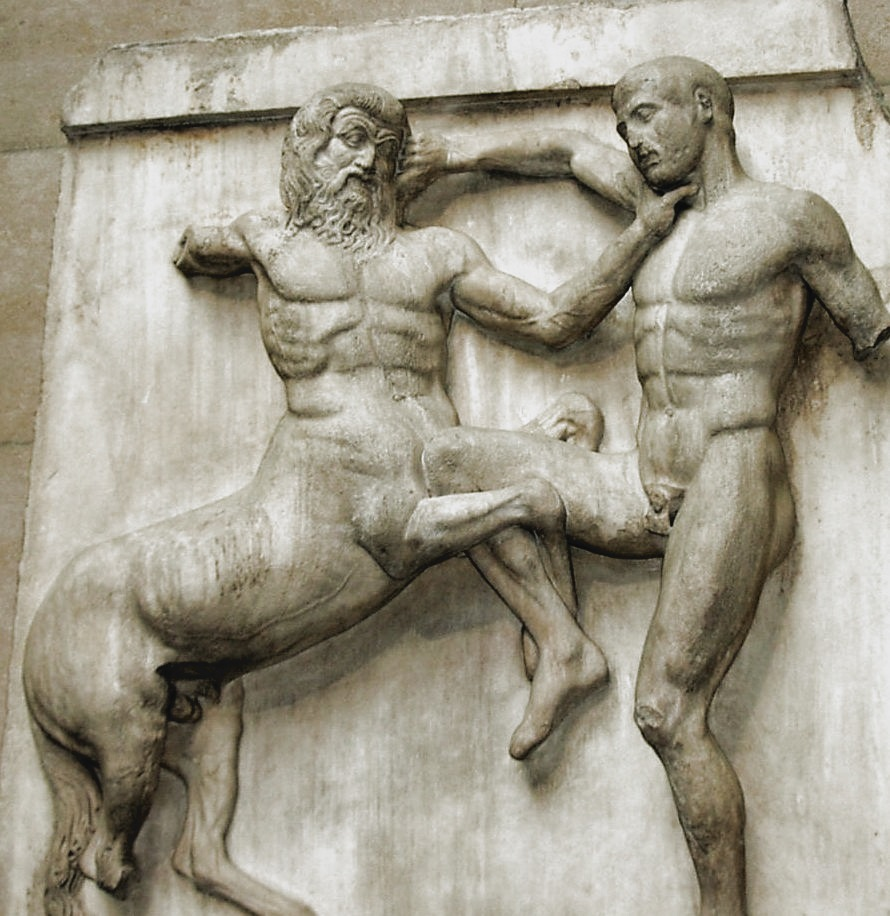
حقل منحوتة من الرخام البارثينوني تصور جزءا من معركة بين القنطور و اللابثيث.

في العمارة الكلاسيكية، حقل المنحوتة أو ميتوبي(μετόπη) هو عنصر معماري مستطيل يملأ الفراغ بين اثنين من التريكليف في إفريز دوريي، وهي عبارة عن شريط زخرفي متكرر من التريكليف و حقل المنحوتة فوق الساكف في أبنية النظام الدوريي. تحتوي حقل المنحوتة في كثير من الأحيان علي زخرفة مرسومة أو منحوتة. المثال الأكثر شهرة هي 92 حقل المنحوتة من رخام البارثينون (Elgin Marbles) والتي يصور بعضها معركة بين القنطور واللابثيث (Lapiths). الرسومات علي مُعظم حقول المنحوتة قد فقدت، ولكن بقيت أثار قليلة تُعطي فكرة قريبة للرسم الأصلي.

## صور لحقل المنحوتة

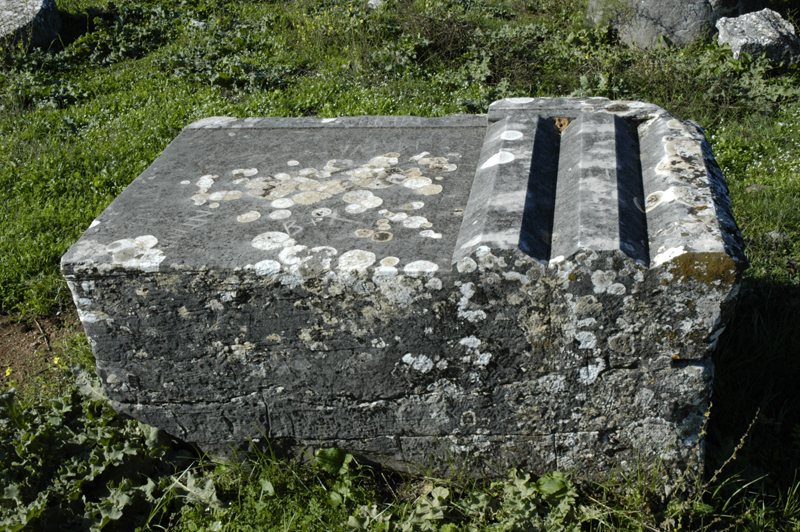
A metope (L) and triglyph (R) cut from one block from Stratos.
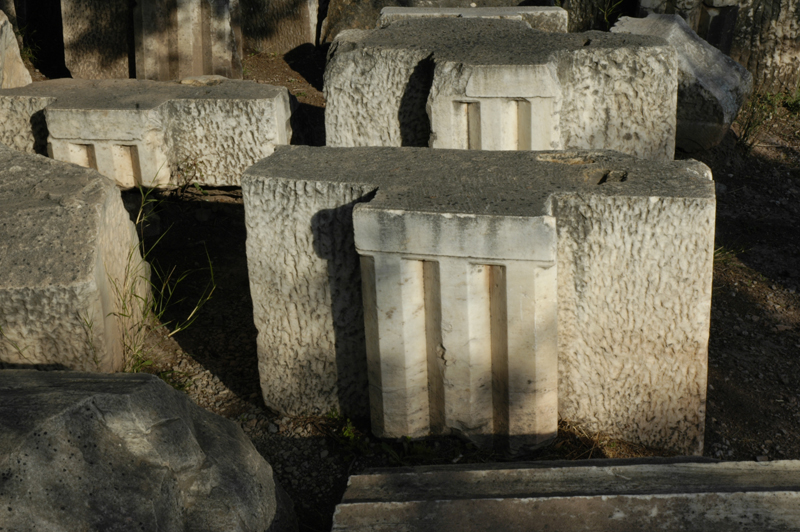
Triglyph blocks with slots for the insertion of metopes in the Marmaria at Delphi.
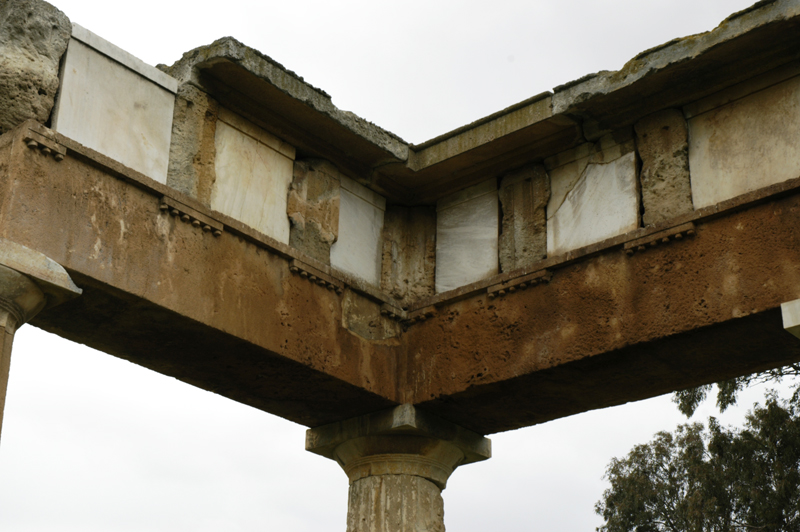
Metopes made from marble slotted into the frieze of the Stoa at Brauron.
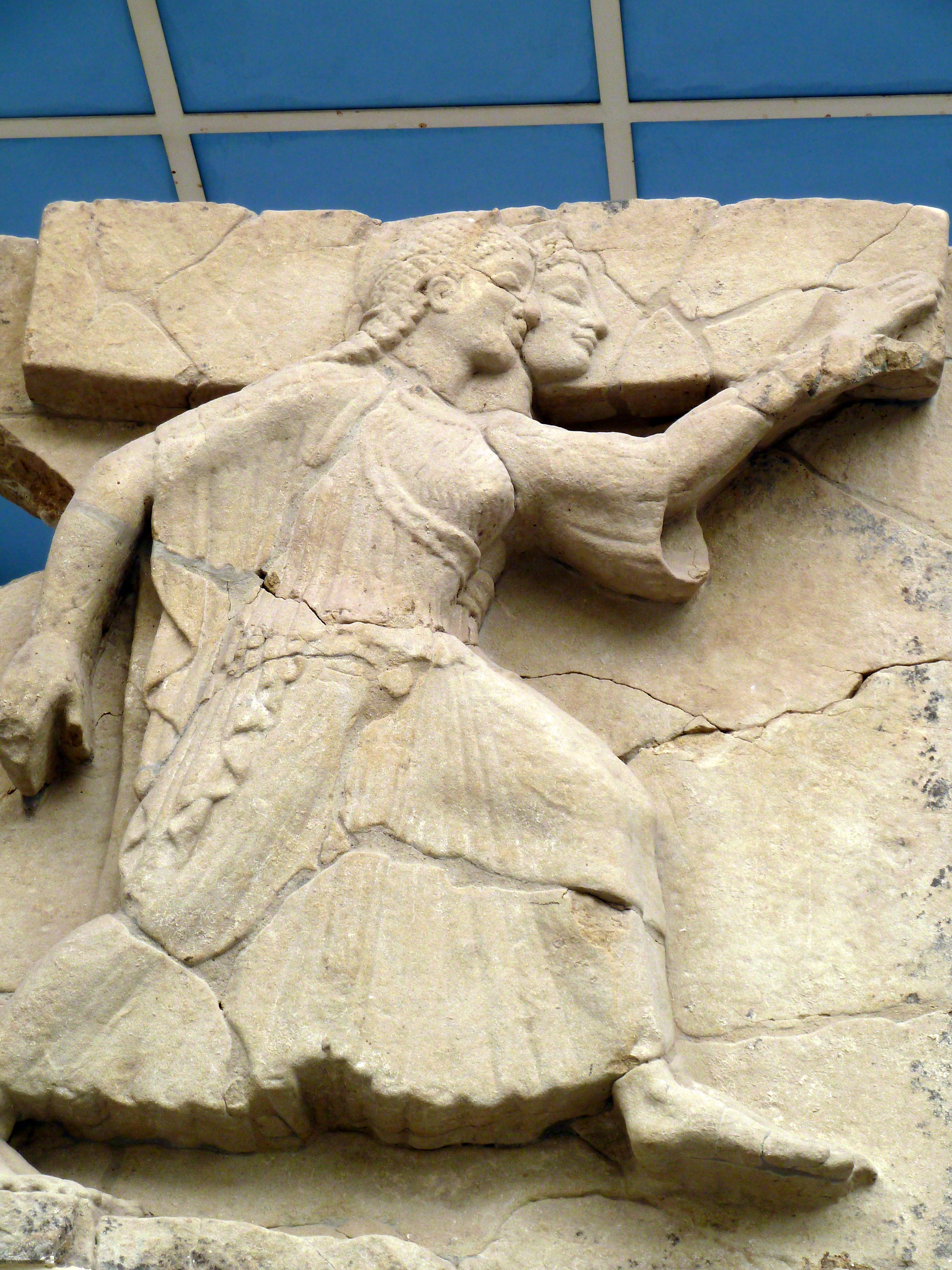
Section of metope frieze from a temple near Paestum, c. 510 BC
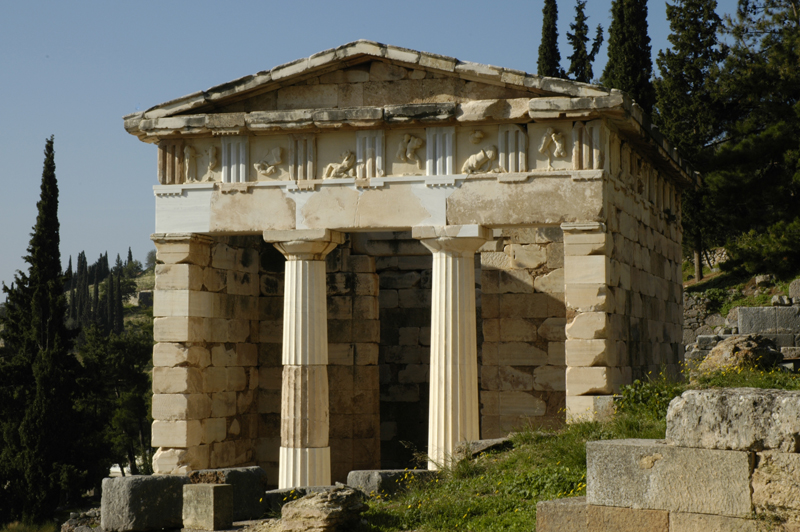
Metopes with sculptural decoration in the Doric frieze of the Treasury of the Athenians at Delphi.
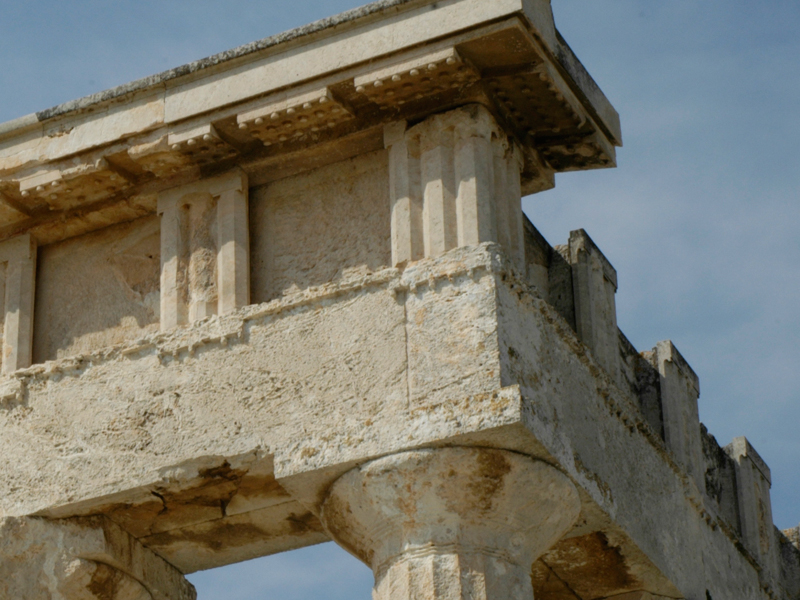
Frieze of the Temple of Aphaea with triglyphs slotted for metopes.
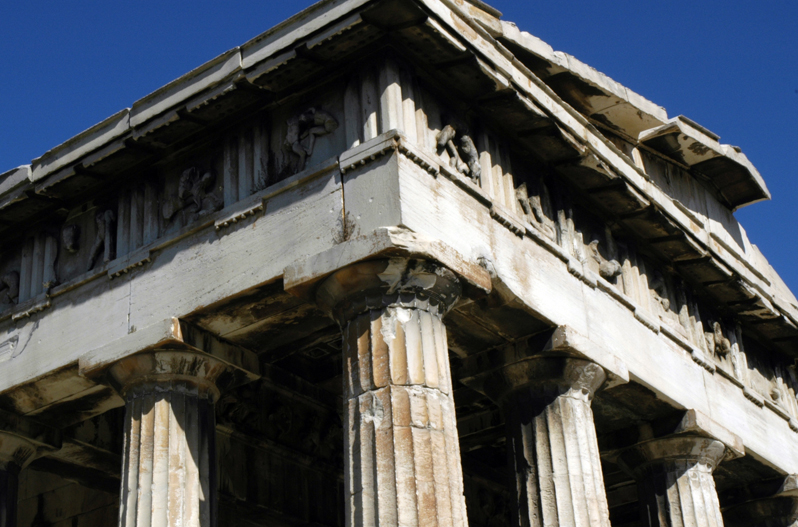
The entablature of the Hephaisteion (temple of Hephaistos) in Athens, showing Doric frieze with sculpted metopes.
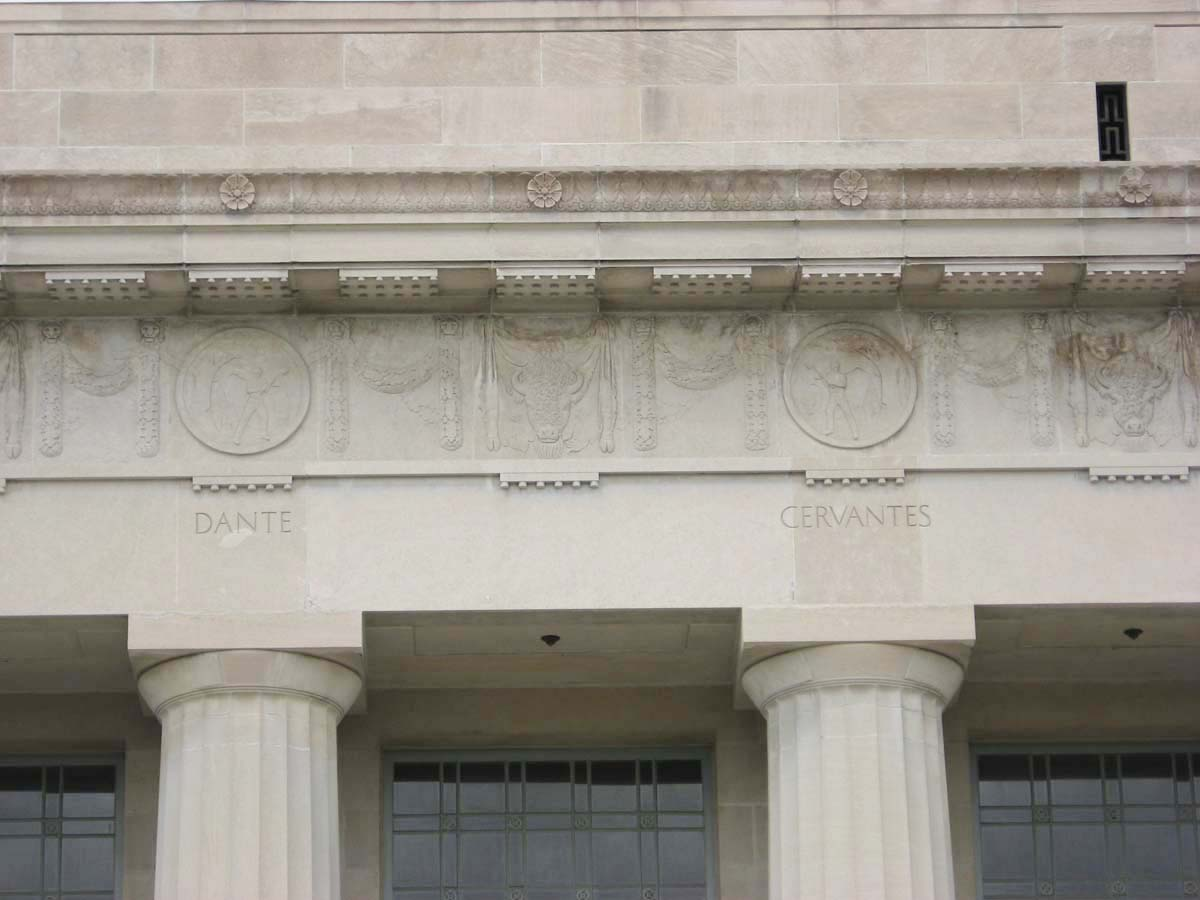
Early 20th century Americanized metopes, using bison in place of cow skulls (bucranium)

## روابط خارجية
```
*
```